# Vážany nad Litavou
Vážany nad Litavou (in tedesco Linhart Waschan) è un comune della Repubblica Ceca facente parte del distretto di Vyškov, in Moravia Meridionale.